# Împărăteasa Teimei
Împărăteasa Teimei (貞明皇后;Teimei Kōgō n. 25 iunie 1884, Nishikichō⁠(d), Tōkyō, Japonia – d. 17 mai 1951, Akasaka Estate⁠(d), Tōkyō, Japonia), a fost soția împăratului Taishō al Japoniei. Născută Kujō Sadako ea a fost mama împăratului Shōwa. Numele ei postum, Teimei, semnifică "constanță luminată".
Au avut 4 copii(băieți): Hirohito, Takahito, Nobuhito, Yasuhito.
1. 1 2  Empress Sadako, Find a Grave, accesat în 9 octombrie 2017
2. ↑  Genealogics